# Zaręby-Kramki
Zaręby-Kramki – wieś w Polsce położona w województwie podlaskim, w powiecie zambrowskim, w gminie Zambrów.
W latach 1975–1998 miejscowość administracyjnie należała do województwa łomżyńskiego.
Wierni kościoła rzymskokatolickiego należą do parafii św. Doroty w Rosochatem Kościelnem.